# Лоуренс Лессіг
Лоуренс Лессіґ (англ. Lawrence Lessig; 3 червня 1961) — професор права в Стенфордському університеті (США). Насамперед відомий у зв'язку з його боротьбою за зміну законодавства в області авторського права, особливо в застосуванні до Інтернету.
Лессіг — засновник Creative Commons та ідеологічний натхненник руху за вільну інформацію, його книга «Вільна культура» є важливим джерелом ідеології даного руху.

## Біографія
Народився в Рапід-Сіті (Південна Дакота), виріс у Вільямспорт (Пенсільванія). Ступінь бакалавра в галузі економіки та управління отримав у Пенсільванському університеті, ступінь магістра філософії в Кембриджському університеті (Триніті коледж) в Англії, і доктора права на юридичному факультеті Єльського університету в 1989 році. Закінчивши юридичний факультет, він працював рік клерком у судді Річарда Познера (7-й окружний апеляційний суд в Чикаго, штат Іллінойс), і ще один рік у члена Верховного суду США Антоніна Скаліа.
Лессіг почав свою академічну кар'єру на юридичному факультеті в університеті Чикаго, де він був професором з 1991 по 1997 рік. З 1997 по 2000 рік він викладав на юридичному факультеті Гарвардського університету. Згодом Лессіг перейшов у Школу права Стенфордського університету, де заснував Центр школи Інтернету і суспільства.

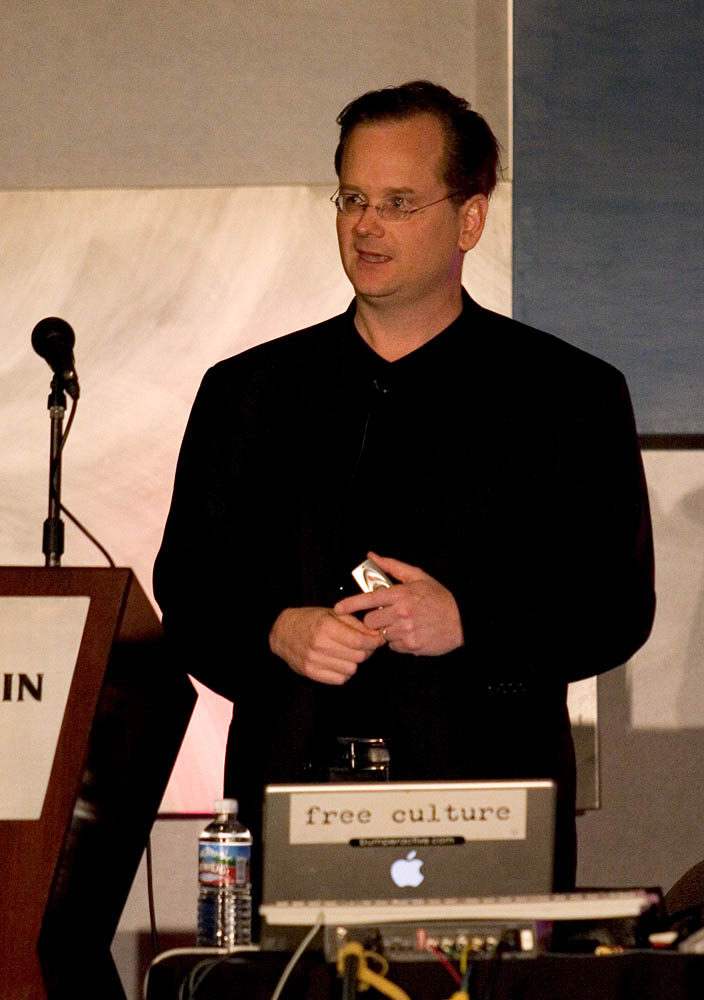
Лоуренс Лессіг

## Політичні погляди
У молодості Лессіг дотримувався консервативних поглядів. Він був активістом молодіжного крила Республіканської партії США і навіть збирався робити в цій партії подальшу політичну кар'єру. Однак його погляди радикально змінилися після навчання в Кембриджському університеті (Велика Британія). Зараз його політичні погляди найближче до лібералізму.
Під час навчання в Кембриджі Лессіг відвідав країни тодішнього соціалістичного табору, відтоді він зберіг сильний інтерес до політики і до законів країн Східної Європи.

## Громадська діяльність
Лессіг відомий у зв'язку з його активною позицією по відношенню до інтелектуальної власності. Він був затятим противником продовження терміну охорони авторського права в США. Він також є прихильником вільного програмного забезпечення і розвитку пірінгових технологій . У 2002 Фонд вільного програмного забезпечення вручив йому премію за просування вільного ПЗ, а 28 березня 2004 він увійшов до ради директорів даного фонду. У 2006 році Лессіг був обраний до Американської академії наук і мистецтв. Є прихильником мережевого нейтралітету.
Лессіг — засновник і активний пропагандист Creative Commons — системи альтернативних по відношенню до нинішнього копірайту ліцензій.

## Creative Commons
Creative Commons — некомерційна організація, яка створила безкоштовні для використання типові договори — вільні і невільні публічні ліцензії, за допомогою яких автори і правовласники можуть висловити свою волю і поширювати свої твори більш широко і вільно, а споживачі контенту легально і більше просто користуватися цими творами. Організація Creative Commons була заснована в США в 2001 році Лоуренсом Лессігом, Хелом Абельсона і Еріком Елдредом за підтримки Центру суспільного надбання.

## «Вільна культура»
Книга «Вільна культура» Лоренса Лессіга — світовий бестселер, переведений багатьма мовами. За своїм впливом ця книга порівнянна з роботами Е. Тоффлера, проте відображає абсолютно нову епоху в короткій історії інформаційного століття. Автор, показує, як сучасний наступ контент- і медіакорпорацій руйнує основи технологічного прогресу, прав особи і громадянських цінностей. Лоренс Лессіг пропонує дієву альтернативу нинішній системі авторських прав, яка дозволяє зберігати і розвивати загальне культурне надбання в умовах наступу диктатури «інтелектуальної власності».

## Цитати
На наших очах зазнає поразки те, що будувалося дві тисячі років, — відкрите суспільство, і торжествує закрите, руйнуються інтелектуальні спільноти, причому ворог взяв на озброєння риторику нашого минулого — риторику свободи
— з передмови до рос. перекладу «Вільної культури»